# Xystrocera pauliani
Xystrocera pauliani là một loài bọ cánh cứng trong họ Cerambycidae.